# 栃木県道309号栃木環状線

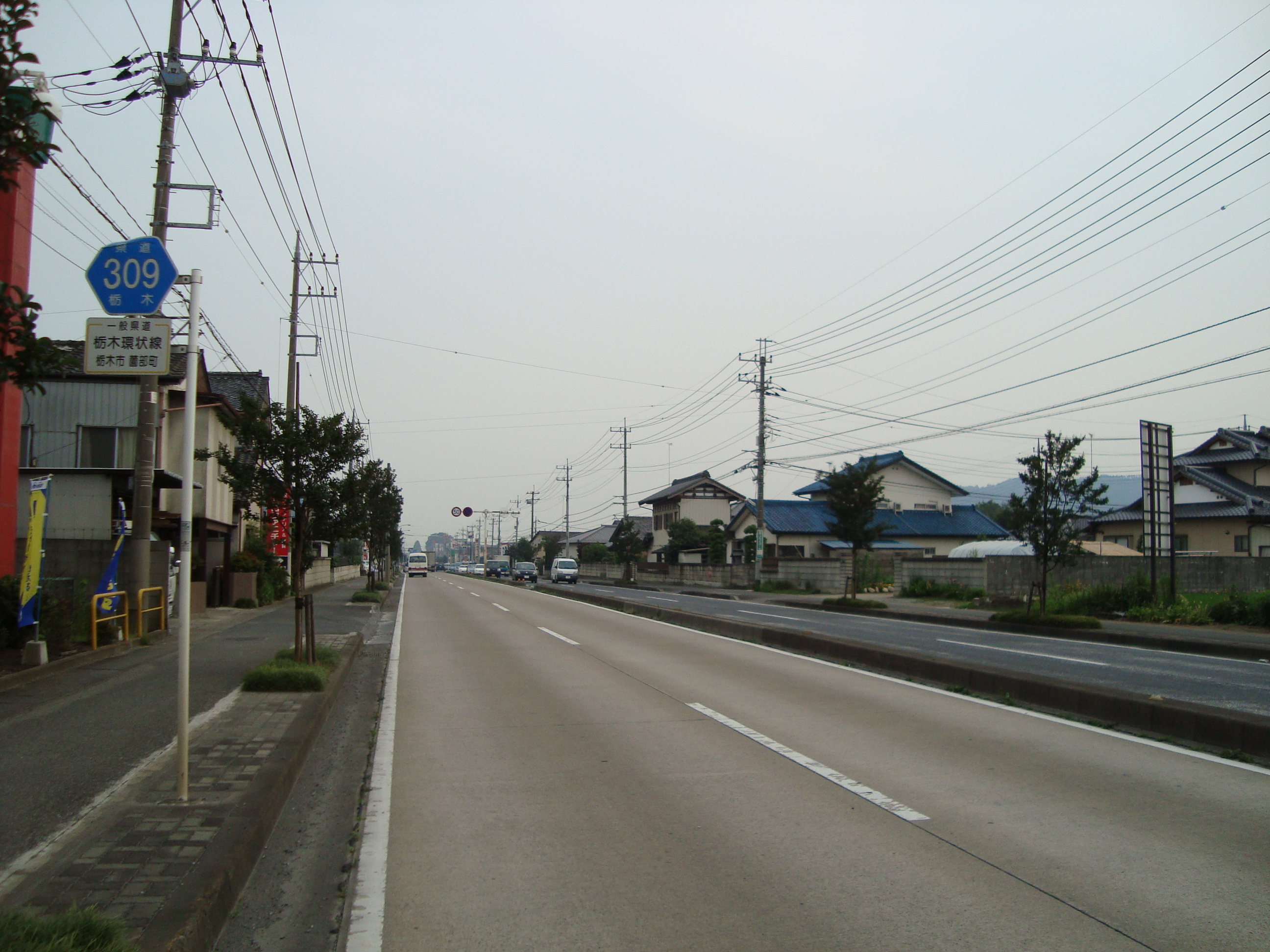
栃木市薗部町付近

栃木県道309号栃木環状線（とちぎけんどう309ごう とちぎかんじょうせん）は、栃木県栃木市に位置する一般県道である。

## 概要
1つの県道ではあるが、栃木市中心部の北西側外円を回るように走るルート上、実質的なバイパス道路。栃木バイパスとも呼ばれる。市街地から放射状に伸びる多数の道路と交差しており、交通量は非常に多い。全線4車線で整備されている。
沿道には郊外型大型店が並び、通過交通に加えて商業施設を目的とした利用も多い。しかしながら、規格が古く右折レーンが設置されていない交差点があるなど現在の交通量に適切な設備とは言い難く、部分部分で応急的改善が進められているが抜本的な改良も望まれている。
前後の県道2号や県道11号（県道9号、国道354号含む）と合わせ連続した道路の一部となっており、国道4号と比較した場合交通量が少ない為、宇都宮市と古河市を西回りで結び付ける裏ルート的な役割もはたしている。
2022年に、都市計画道路小山栃木都賀線の栃木市樋ノ口町〜栃木市平柳町間が本県道に編入され、起点が栃木市平柳町から栃木市樋ノ口町に変更された（同区間は2024年時点で未供用）。

### 路線データ
- 起点：栃木県栃木市樋ノ口町（栃木県道31号栃木小山線）[1][2] ※樋ノ口町〜平柳町間は未供用
- 終点：栃木県栃木市大平町川連（川連交差点 = 栃木県道11号栃木藤岡線交点）
- 総延長：6.052km[3]
- 実延長：5.350km[3]

## 歴史
- 197?年（昭和??年） - 平柳町東口 - 大町の区間が開通。当時は栃木市道としての開通。
- 1975年（昭和50年）4月10日 - 大町 - 川連の区間が開通し、全線開通。
- 1976年（昭和51年）2月20日 - 平柳町東口 - 川連の全区間が4車線化される。
- 1986年（昭和61年）4月1日 - 栃木県が県道栃木環状線として認定。
- 2022年（令和4年）12月20日 起点を栃木市平柳町から栃木市樋ノ口町に変更。都市計画道路小山栃木都賀線の区域を編入。[1][2]

## 路線状況

### 通称
栃木バイパス
平柳町東口 - 川連の全区間における愛称。

### 交通量
24時間自動車類交通量（台/日）
- 栃木市箱森町19-24：29,936

## 地理

### 通過する自治体
- 栃木県
  - 栃木市

### 交差する道路
交差する道路の特記がないものは市道。
| 交差する道路                              | 交差する道路                  | 交差点名 | 交差点名     |
| ----------------------------------------- | ----------------------------- | -------- | ------------ |
| 栃木県道2号宇都宮栃木線 壬生・宇都宮方面  |                               |          |              |
| 栃木県道3号宇都宮亀和田栃木線（バイパス） | 栃木県道2号宇都宮栃木線       | 栃木市   | 平柳町東口   |
| 栃木県道3号宇都宮亀和田栃木線（現道）     | 栃木県道3号宇都宮亀和田栃木線 | 栃木市   | 大町         |
| 栃木県道177号上久我栃木線                 | -                             | 栃木市   | 粟野街道入口 |
| 栃木県道32号栃木粕尾線                    | 栃木県道32号栃木粕尾線        | 栃木市   | 箱森町       |
| 栃木県道75号栃木佐野線                    | 栃木県道75号栃木佐野線        | 栃木市   | 錦着山入口北 |
| 栃木県道269号太平山公園線                 | 栃木県道269号太平山公園線     | 栃木市   | 片柳5丁目    |
|                                           | 栃木県道11号栃木藤岡線        | 栃木市   | 川連         |
| 栃木県道11号栃木藤岡線 藤岡・古河方面     |                               |          |              |

### 沿線
- イオン栃木店
- ドン・キホーテ栃木平柳店
- 魚べい栃木箱森店
- スポーツデポ栃木店
- ユニクロ栃木店
- コジマ×ビックカメラ栃木店
- ヤマダデンキテックランド栃木店
- ダイソーヨークタウン栃木平柳店
- スシロー栃木箱森町店t
- かっぱ寿司栃木店
- BOOK OFF栃木薗部町店
- 東京靴流通センター栃木店
- マクドナルド栃木バイパス店
- マクドナルド環状線栃木店
- やよい軒栃木バイパス店
- サトーカメラ栃木バイパス店
- ホームセンターカンセキ栃木そのべ店
- ホームセンターカンセキ栃木店
- 丸亀製麺栃木店
- 東京インテリアMS栃木
- 眼鏡市場栃木平柳店
- 吉野家栃木大町店
- 洋服の青山栃木店
- 快活CLUB栃木店
- ステーキ宮栃木店
- 寧々屋栃木店
- スタジオアリス栃木店
- 後楽園栃木店
- すき家栃木店
- ガスト栃木店
- カワチ薬品栃木インター店
- カワチ薬品箱森店
- とりせん栃木店
- 業務スーパー栃木店
- 錦着山公園
- 栃木県立栃木商業高等学校